# Polymixia fusca
Polymixia fusca är en fiskart som beskrevs av Kotthaus, 1970. Polymixia fusca ingår i släktet Polymixia och familjen Polymixiidae. Inga underarter finns listade i Catalogue of Life.